# Панюшкин, Николай Васильевич
Николай Васильевич Панюшкин (26 ноября 1912 — 19 июля 1974) — советский инженер-металлург, лауреат государственных премий.

## Биография
Окончил Днепропетровский металлургический институт по специальности «инженер-металлург по эксплуатации прокатных цехов» (1934).
- 1934—1941 на Нижнеднепровском трубопрокатном заводе
- 1941—1943 руководитель трубной группы Научно-исследовательского трубного института (НИТИ)
- 1944—1954 начальник маннесмановского (трубопрокатного) цеха Таганрогского металлургического завода
- 1954—1957 гл. инженер Гл. управления Министерства чёрной металлургии УССР
- 1957—1963 в Приднепровском совнархозе
- 1963—1965 на Нижнеднепровском трубопрокатном заводе
- 1966—1970 зав. отделом во Всесоюзном н.-и. и конструкторско-технологическом институте трубной промышленности,
- с 1970 начальник Главного управления Министерства чёрной металлургии УССР.

Член КПСС с 1940 г.

## Награды и звания
В 1966 году присуждена учёная степень «кандидат технических наук».
Сталинская премия 1943 — за коренное усовершенствование технологии производства миномётных труб и деталей боеприпасов.
Государственная премия СССР 1971 года — за разработку машин, механизмов и приборов для автоматизации и интенсификации трубного производства.
Награждён орденом «Знак Почёта», медалями «За трудовую доблесть», «За доблестный труд в войне 1941—1945 гг.», «За восстановление предприятий чёрной металлургии Юга».